# Lynyrd Skynyrd
Lynyrd Skynyrd (pronunciat [lɛ-nərd ˈskɪn-nərd]) és un grup de hard rock estatunidenc format el 1964 pel vocalista Ronnie Van Zant, els guitarristes Gary Rossington i Allen Collins, el bateria Bob Burns i el baixista Larry Junstrom a Jacksonville, Florida. Originalment, el grup va adoptar diferents noms abans de decidir-se per Lynyrd Skynyrd, en referència al professor d'educació física d'alguns dels seus membres. Descrit per Stephen Thomas Erlewine (All Music Guide) com a "el grup definitiu de rock del sud (Southern rock), fusionant la potència saturada del blues-rock amb una imatge del sud rebel i l'arrogància del hard rock". El grup va adquirir importància durant els anys 70 amb cançons com "Free Bird" i "Sweet Home Alabama", sota el lideratge del vocalista i compositor principal Ronnie Van Zant. Malauradament, el grup va patir un accident aeri l'any 1977, en el zenit de la seva carrera, on van morir tres membres de la banda, inclòs Van Zant. Aquest fet va provocar la seva dissolució. L'any 1987, els membres supervivents es van reunir per realitzar una gira amb Johnny Van Zant substituint el seu germà com a cantant. Degut a l'èxit obtingut, diversos membres van refer la banda per enregistrar nous treballs. Fins a l'any 2023, Gary Rossington fou l'últim membre supervivent de la formació original.
Lynyrd Skynyrd fou admesa en el Rock and Roll Hall of Fame el 13 de març de 2006.

## Història
A l'estiu de 1964, els amics adolescents Ronnie Van Zant, Allen Collins i Gary Rossington va formar una banda anomenada "The Noble Five" a Jacksonville. L'any següent van canviar a "My Backyard" amb la unió de Larry Junstrom i Bob Burns. Les influències musicals eren de grups de l'anomenada British Invasion com Free, The Yardbirds o The Beatles, i també el blues del sud i la música country rock i occidental. Van començar a assajar en una granja aïllada de Green Cove Springs, als afores de Jacksonville, local que ells anomenaven "Hell House" (casa de l'infern). Tocant en clubs i balls de la seva ciutat, el 1968 van guanyar un concurs local de "Guerra de Bandes", i amb els diners del premi van enregistrar les cançons "Need All My Friends" i "Michelle", per posteriorment llançar el seu primer senzill. També es van guanyar ser els teloners en diversos concerts del grup Strawberry Alarm Clock.
El 1970 van buscar un nou nom per la banda, i després de descartar "One Percent" i "The Noble Five", van considerar el nom "Leonard Skinner" com a tribut de mofa a un professor d'educació física que van tenir a l'institut Robert E. Lee High School. Aquest era molt estricte amb la política de vestimenta que tenia l'institut i els volia obligar a tallar-se les llargues cabelleres i patilles que portaven. Rossington va abandonar l'escola cansat de les contínues crítiques sobre el seu cabell i d'altres dels companys van ser expulsats. L'ortografía final del nom es va adoptar poc abans del llançament del seu àlbum de debut, primer "Lynard Skynard" i llavors el definitiu "Lynyrd Skynyrd". Amb motiu d'aquest joc fonètic, el títol del seu primer àlbum d'estudi feia referència a la pronunciació correcte del nom del grup. Malgrat la confrontació amb Skinner durant els anys d'estudiants, van acabar establint una relació d'amistat amb Skinner, i fins i tot el van convidar en diversos concerts.
Durant aquests anys, la banda va realitzar alguns canvis de formació experimentant amb diverses combinacions com per exemple tenir dos bateries. Alguns d'aquests músics foren Alan Walden, Greg T. Walker (baix), Ricky Medlocke (bateria) o Billy Powell (teclista).

### Anys daurats (1973−1977)
L'any 1972, el músic i productor musical Al Kooper els va descobrir en un concert a Atlanta i els va convèncer per signar un contracte amb el seu segell discogràfic, Sounds of the South. Amb la col·laboració de MCA Records, van produir i distribuir el seu primer treball d'estudi (Pronounced 'Lĕh-'nérd 'Skin-'nérd) (1973). Leon Wilkeson va deixar la banda temporalment durant les primeres sessions d'enregistrament i només apareix en dues de les cançons de l'àlbum, però Van Zant el va convidar a retornar després de la publicació de l'àlbum i la seva imatge fou inclosa en la foto de la portada. Mentrestant, Ed King es va unir a la banda per substituir a Wilkeson en el baix durant la seva absència, i quan aquest va tornar, King va passar a tocar la guitarra, en aquest moment el grup tenia tres guitarristes. El senzill "Free Bird" tingué un gran ressò en tot el país esdevenint un hit de la banda i arribant al número 19 de la llista de senzills estatunidenca. Els seus seguidors van créixer ràpidament, en part també en tocar com a teloners de la gira Quadrophenia de The Who.
El segon àlbum d'estudi fou publicat l'any següent (Second Helping) aconseguint repetir l'èxit del primer. King, Collins i Rossington van col·laborar amb Van Zant en la composició de les cançons, i junts van construir un nou èxit de popularitat, "Sweet Home Alabama", en resposta a les cançons "Alabama" i "Southern Man" de Neil Young. Malgrat això, Van Zant i Young no van esdevenir mai rivals, sinó que eren seguidors comuns i amics, i fins i tot, Youg va compondre la cançó "Powderfinger" per Lynyrd Skynyrd, però mai fou enregistrada. Aquest àlbum arribà a la 12a posició de la llista estatunidenca el 1974 esdevenint disc multiplatí.
A principis del 1975, Burns va abandonar el grup i fou reemplaçat per Artimus Pyle a la bateria. El seu tercer àlbum, Nuthin' Fancy, fou publicat aquest mateix any però les vendes van ser força inferiors als predecessors. A més, Kooper i la banda van decidir donar per finalitzat les seves relacions contractuals de mutu acord degut a les grans discrepàncies que es van produir durant l'enregistrament d'aquest disc. Durant la gira posterior, Ed King també va deixar la banda per cansament. El 1976 es van unir a la banda les coristes Leslie Hawkins, Cassie Gaines i JoJo Billingsley (conegudes com The Honkettes) tot i que mai van ser considerades membres oficials. Gimme Back My Bullets, cinquè àlbum del grup, fou llançat poc després però les vendes van continuar minvant. Van Zant i Collins van notar que el grup necessitava tres guitarres per tornar a ser important i es van llançar a la recerca d'un nou guitarrista. Després de moltes proves amb diferents candidats, el germà petit de Cassie Gaines, Steve, els va convèncer i van gravar un disc doble en directe (One More From the Road) al Fox Theatre d'Atlanta per mostrar el nou so.
Tan Collins com Rossington van patir un accident automobilístic durant el 1976 i aquests fets van alentir la gravació del següent disc i també van provocar la cancel·lació de diversos concerts. Rossington va aprofitar l'accident per compondre la cançó "That Smell", un conte sobre l'abús de les drogues. L'arribada del guitarrista Steve Gaines va ajudar a finalitzar el nou àlbum, Street Survivors, que fou publicat el 1977. Van Zant estava meravellat pel gran talent que tenia Gaines, ja que ràpidament va contribuir en la composició de noves cançons, a afegir un nou estil de guitarra i també en cantar conjuntament amb Van Zant. Fins i tot, va compondre "Ain't No Good Life" que va cantar ell mateix, fins aquell moment, l'única cançó de la discografia de Lynyrd Skynyrd que no cantava Van Zant.

### Accident aeri (1977)
El 20 d'octubre de 1977, tot just tres dies després de la publicació de l'àlbum Street Survivors, la banda iniciava una petita gira de cinc concerts i viatjava des de Greenville, Carolina del Sud, cap a Baton Rouge, Louisiana, quan l'avió on viatjaven va patir un accident aeri. El Convair CV-240 que van llogar es va quedar sense gasolina prop de l'aeroport de destí i es va estavellar a Gillsburg, Mississipi, malgrat l'aterratge d'emergència que van realitzar els pilots. Els membres de la banda Ronnie Van Zant i Steve Gaines, la corista Cassie Gaines (i germana de Steve Gaines), l'assistent de gira Dean Kilpatrick, i els pilots Walter McCreary i William Gray van morir amb l'impacte de l'accident, mentre que la resta del grup van patir diverses lesions d'important gravetat.
Amb l'accident i l'impacte mediàtic, el disc va esdevenir doble platí arribant al número 5 de la llista estatunidenca d'àlbums mentre el senzill "What's Your Name" va arribar al número 13. La portada original del disc mostrava una fotografia de la banda, i particularment Steve Gaines, envoltats de flames. Per respecte a la mort de Gaines i particularment amb la seva vídua, Teresa Gaines, MCA Records va reemplaçar la portada amb semblant amb la banda davant un fons totalment negre. En una edició deluxe del dics presentada trenta anys després va restaurar la portada original.
Després de la tragèdia, els membres del grup van decidir separar-se. Es van reunir momentàniament per tocar una versió instrumental de "Free Bird" per "Charlie Daniels' Volunteer Jam V" el gener de 1979, on Collins, Rossington, Powell i Pyle van tocar junt a Charlie Daniels i membres de la seva banda. Leon Wilkeson, encara convalescent de l'accident i en fase de recuperació, estigué en el públic junt a Judy Van Zant, Teresa Gaines, JoJo Billingsley i Leslie Hawkins.

### Separació (1977−1987)
Malgrat la desaparició temporal del grup, els diferents membres van seguir lligats al món de la música. Per una banda, Rossington, Collins, Wilkeson i Powell van decidir formar la banda musical The Rossington-Collins Band, la qual va publicar dos àlbums els anys 1980 i 1982. Per evitar qualsevol comparació amb Ronnie Van Zant, i també qualsevol suggeriment d'un renaixement de Lynyrd Skynyrd, el grup va escollir a la cantant Dale Krantz com a vocalista. Rossington i Collins van discutir en diversos ocasions a causa de Krantz, amb la qual Rossington es va casar posteriorment. La parella va formar el grup Rossington Band i van llançar un parell d'àlbums a finals dels anys 1980. Després de les desavinences amb Rossington, Collins va formar Allen Collins Band el 1983 amb la resta de músics del grup, però només va publicar un àlbum. A causa de la mort de la seva dona, Collins es va enganxar a les drogues i a l'alcohol. El 1986 va patir un greu accident de cotxe a Jacksonville mentre conduïa ebri, i com a resultat va morir la seva xicota mentre ell va restar paralitzat de pit cap avall. Fou condemnat per homicidi però no entrà a la presó perquè en el seu estat físic no tornaria a conduir mai més ni suposava un perill per la societat.
Per altra banda, Powell va tocar els teclats en un grup de rock cristià anomenat Vision. Pyle va crear el grup The Artimus Pyle Band el 1982, i ocasionalment hi van col·laborar JoJo Billingsley i Leslie Hawkins, que havien format part de les Honkettes.

### Retorn (1987−present)
El 1984, el germà petit del cantant, Johnny Van Zant, va reunir el grup per seguir tocant fins ara, amb un estil més proper al hard rock, però mantenint l'essència i identitat del sud del grup original. El retorn definitiu es va produir per realitzar una gira durant el 1987 amb la reunió dels quatre membres supervivents que formaven part de la banda quan es va produir l'accident (Gary Rossington, Billy Powell, Leon Wilkeson, Artimus Pyle) i també Ed King, que havia abandonat el grup dos anys abans del tràgic fet. Johnny Van Zant va agafar el lideratge de Lynyrd Skynyrd i també fou el principal compositor. Allen Collins no podia desenvolupar les seves funcions de músic degut a la seva paràlisi, així que va esdevenir director musical i en cada concert pujava a l'escenari per explicar el motiu pel qual no podia tocar cap instrument. Collins va morir el 1990 a causa d'una pneumònia,
Les vídues de Ronnie Van Zant i Steve Gaines van demandar el grup per violar l'acord que van realitzar els membres supervivents del grup poc després de l'accident per tal de no tornar a explotar comercialment el nom de la banda. Ambdues parts van acordar que les vídues rebrien prop d'un 30% dels beneficis de la gira, ja que seria aquesta la part que guanyarien els seus marits si encara visquessin.

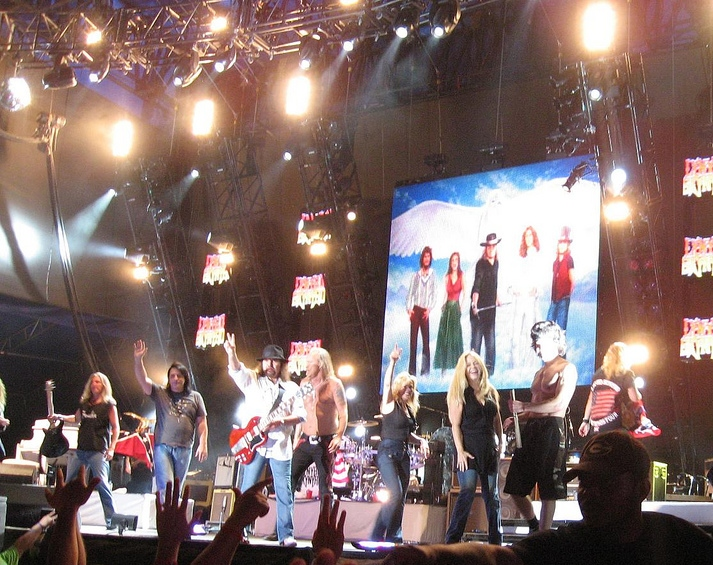
Lynyrd Skynyrd en concert a New Brockton (2008).

El nou Lynyrd Skynyrd reconstruït ha patit una gran quantitat de canvis de formació, tant en la gravació d'àlbums com en les gires. Un per un, gairebé tots els músics de la formació original que encara quedaven van anar abandonant el grup, expulsats o per haver mort. Artimus Pyle va deixar la banda el 1991 i fou reemplaçat per diversos bateries fins que Michael Cartellone va esdevenir fix. Randall Hall fou substituït per Mike Estes el 1993, i aquest fou reemplaçat per Rickey Medlocke posteriorment. Ed King es va retirar temporalment a l'hora de realitzar gires l'any 1996 i la seva absència fou ocupada per Hughie Thomasson, però la banda no el va deixar tornar quan es va recuperar. Leon Wilkeson, baixista des del 1972, fou trobat mort en la seva habitació d'hotel el 27 de juliol de 2001 a causa d'una malaltia crònica al fetge, el seu lloc el va ocupar Ean Evans. Thomasson va deixar la banda el 1995 per refer la seva antiga banda Outlaws, però el 2007 fou trobat mort a causa d'un atac de cor a Brooksville. Durant tota aquesta època van publicar diversos àlbums d'estudi, àlbums de directes i compilacions sobre èxits des de la banda original fins al present.
El 5 de febrer de 2005, Lynyrd Skynyrd va participar en la festa de la Super Bowl celebrada a Jacksonville junt als artistes convidats 3 Doors Down, Jo Dee Messina, Charlie Daniels i Donnie Van Zant, germà petit de Ronnie i Johnny, que tocava en el grup 38 Special. Una setmana després van participar en l'homenatge al southern rock que es va realitzar en la gala dels Premis Grammy junt als artistes Gretchen Wilson, Tim McGraw, Keith Urban i Dickey Betts. El 10 de desembre de 2005 van tocar en el Music Relief Concert realitzat per ajudar a les víctimes de l'Huracà Katrina però ho van fer sense el cantant Johnny Van Zant, convalescent encara d'una operació a les cordes vocals i el va substituir Kid Rock només en aquest concert.
A finals de 2005, el Rock and Roll Hall of Fame va anunciar que Lynyrd Skynyrd seria admès per l'entitat junt a Black Sabbath, Blondie, Miles Davis i els Sex Pistols. Nominats anteriorment en set ocasions per rebre aquest honor, la cerimònia es va realitzar el 13 de març de 2006 en la 21a edició anual. Els membres admesos finalment foren els que formaven la banda abans de l'accident aeri amb excepció de les Honkettes: Ronnie Van Zant, Allen Collins, Gary Rossington, Ed King, Steve Gaines, Billy Powell, Leon Wilkeson, Bob Burns i Artimus Pyle. La formació actual més la resta de membres ja retirats van interpretar els grans èxits "Sweet Home Alabama" i "Free Bird" en la cerimònia.
Mark "Sparky" Matejka, provinent de la banda de country Hot Apple Pie, es va unir al grup en substitució de Thomasson. El juliol de 2008 van tocar en directe al "Bama Jam in Enterprise" d'Alabama davant més de 111.000 persones, el concert amb més públic que havien realitzat durant tota la seva trajectòria. El 2009 va ser un any tràgic per la banda, el teclista Billy Powell, va ser trobat mort el 28 de gener amb 56 anys a casa seva de Jacksonville, i el baixista Ean Evans va morir de càncer el 16 de maig a casa seva de Columbus, Mississipi. Amb la mort de Powell, Rossington va restar com a únic membre de la banda anterior a l'accident d'aviació. Amb la publicació de l'àlbum God & Guns al setembre de 2009, el grup va realitzar una gira mundial per Estats Units i Europa.
Al maig de 2012 van anunciar un nou treball d'estudi titulat Last of a Dyin' Breed que aniria seguida d'una gira nord-americana i europea. L'àlbum es va publicar al 21 d'agost de 2012. Durant la gira estatunidenca van tenir moltes crítiques perquè encara seguien utilitzant la bandera dels Estats Confederats d'Amèrica i d'altres objectes que eren associats amb el racisme, simbolisme que els acompanyada des de la seva creació. Van deixar de mostrar la bandera breument durant uns concerts però llavors van rebre protestes dels seus seguidors, de manera que finalment van recuperar la seva imatge original indicant que formava part de l'herència del Sud dels Estats Units. El bateria original Bob Burns va morir el 3 d'abril de 2015 a l'edat de 64 anys, a causa d'un accident d'automoció.

## Membres
Formació actual
- Gary Rossington – guitarres (1964-1977, 1979, 1987-present)
- Rickey Medlocke – veus, bateria, mandolina (1970-1971), guitarres, veus addicionals (1996-present)
- Johnny Van Zant – cantant (1987-present)
- Michael Cartellone – bateria (1999-present)
- Mark Matejka – guitarres (2006-present)
- Robert Kearns – baix, veus addicionals (2009-present)
- Peter Keys – teclats (2009-present)

Membres anteriors
- Ronnie Van Zant – cantant (1964-1977)
- Allen Collins – guitarres principal i rítmica (1964-1977, 1979)
- Bob Burns – bateria (1964-1970, 1972-1974)
- Larry Junstrom – baix (1964-1970)
- Greg T. Walker – baix (1970-1971)
- Steve Gaines – guitarres principal i rítmica, veus addicionals (1976-1977)
- Ed King – guitarres principal i rítmica, baix, veus addicionals (1972-1975, 1987-1996)
- Leon Wilkeson – baix, veus addicionals (1972-1973, 1973-1977, 1987-2001)
- Billy Powell – teclats (1972-1977, 1979, 1987-2009)
- Artimus Pyle – bateria, percussió (1974-1977, 1979, 1987-1991)
- Randall Hall – guitarres principal i rítmica, veus addicionals (1987-1993)
- Kurt Custer – bateria, percussió (1991-1994)
- Mike Estes – guitarres principal i rítmica (1993-1996)
- Owen Hale – bateria, percussió (1994-1998)
- Hughie Thomasson – guitarres principal i rítmica, veus addicionals (1996-2005)
- Jeff McAllister – bateria (1998-1999)
- Kenny Aronoff – bateria (1999)
- Ean Evans – baix, veus addicionals (2001-2009)

Membres de gira actuals
- Dale Krantz-Rossington – veus addicionals (1987-present)
- Carol Chase – veus addicionals (1987-present)

Membres de gira anteriors
- Leslie Hawkins – veus addicionals (1975-1977)
- JoJo Billingsley – veus addicionals (1975-1977; mort 2010)
- Cassie Gaines – veus addicionals (1975-1977; mort 1977)
- Robert "Bob" Brown – guitarres (1982-1984)
- Carol Bristow – veus addicionals (1987-1991)
- Tim Lindsey – baix (1993)
- Joey Huffman – teclats (2008)

## Discografia

### Àlbums d'estudi
| Any  | Títol                               |
| ---- | ----------------------------------- |
| 1973 | (Pronounced 'Lĕh-'nérd 'Skin-'nérd) |
| 1974 | Second Helping                      |
| 1975 | Nuthin' Fancy                       |
| 1976 | Gimme Back My Bullets               |
| 1977 | Street Survivors                    |
| 1979 | Gold & Platinum                     |
| 1991 | Lynyrd Skynyrd 1991                 |
| 1993 | The Last Rebel                      |
| 1994 | Endangered Species                  |
| 1997 | Twenty                              |
| 1999 | Edge of Forever                     |
| 2003 | Vicious Cycle                       |
| 2009 | God & Guns                          |
| 2012 | Last of a Dyin' Breed               |